# Pilot (Gossip Girl)
"Pilot" ("A Garota do Blog", no Brasil) é o primeiro episódio da série de televisão Gossip Girl, baseado no primeiro livro da série homônima, de Cecily von Ziegesar.

## Enredo
Apresentando os personagens principais da trama, Gossip Girl - voz por Kristen Bell -, narra o retorno de Serena Van der Woodsen, a garota mais popular do Upper East Side, que após sumir misteriosamente por quase um ano, retorna inesperadamente.
Enquanto todos especulam os motivos de sua volta - e de sua partida -, sua melhor amiga Blair Waldorf, que tornou-se a 'rainha' do pedaço não pretende afastar-se de seu posto tão cedo, e para isso, não medirá quaisquer esforços. Já seu namorado, Nate Archibald, pega-se balançado com a volta da loira e teme nutrir sentimentos por ela. Entretanto, seu melhor amigo Chuck Bass, um desprezível e mulherengo bilionário, guarda um segredo que poderá chocar a todos. Todos.
Do outro lado da cidade mora Dan Humphrey, um garoto solitário e estudioso do Brooklyn. Mora com seu pai Rufus e sua irmã Jenny, agora que sua mãe os abandonou. É apaixonado secretamente por Serena, e vê, de repente, uma oportunidade para conquistá-la.
Blair está organizando o evento do ano, a "Festa do Beijo", e deixa claro que a presença de Serena não é bem-vinda. Ninguém está à salvo, e após Blair descobrir o motivo da fuga de Serena, essa torna-se o primeiro alvo de Queen B.

## Músicas
- Peter Bjorn & John - "Young Folks"
- Rihanna - "If It's Lovin' That You Want"
- Aqualung - "Something To Believe In"
- Justin Timberlake - "What Goes Around' Comes Around"
- Amy Winehouse - "Back To Black"
- Cold War Kids - "Hang Me Up To Dry"
- Hanson - "Go"
- Air - "Photograph"
- Timbaland - "The Way I Are"
- Angels and Airwaves - "The Gift"
- Akon - "Don't Matter"
- The Bravery - "Time Won't Let Me Go"